# School van Alexandrië (theologie)
De School van Alexandrië (ontstaan circa 190) was een plaats waar christelijke theologen en priesters opgeleid werden. De leraren en studenten van deze school, die ook bekendstond onder de naam Didascalium, waren invloedrijk in de theologische controverses van de vroege Christelijke kerk.
De vroegst bekende docent, en waarschijnlijk oprichter van de school, is Pantenus. Hij werd opgevolgd door zijn student Clemens van Alexandrië. Andere bekende theologen die aan de school verbonden waren zijn Origenes, Gregorius Thaumaturgis, Athenagoras van Athene, Dionysius van Alexandrië en Didymus de Blinde. Andere bekende theologen, zoals Hiëronymus van Stridon en Basilius de Grote, bezochten de school.
Op de school werd niet alleen theologie onderwezen, maar ook vakken als filosofie en wiskunde. Er werd gebruikgemaakt van de vraag-en-antwoord-methode. Blinde studenten gebruikten  houtbewerkingstechnieken om te lezen en te schrijven.
Basilius schrijft dat de school is gesticht door de evangelist Marcus zelf en dat Justus door hem was aangesteld als hoofd van de school. Anderen zijn van mening dat de school rond het jaar 190 werd opgericht door Pantenus.
De school is vooral bekend geworden vanwege de allegorische methode die haar volgers gebruikten. Volgens Clemens van Alexandrië was de waarheid van het christelijk geloof niet zonder meer voor iedereen toegankelijk. Deze kennis (gnosis) was bewaard gebleven in de christelijke traditie. Daarmee wilde hij de verschillende gnostische stromingen binnen het christendom van repliek dienen. Clemens laadde daarmee wel de verdenking op zich, zelf een gnosticus te zijn. Zelf was hij sterk beïnvloed door de geschriften van Philo van Alexandrië.
Origenes (185-254 n.Chr.) werkte de allegorische methode verder uit. In plaats van de in zijn tijd gebruikelijke tweevoudige betekenis van de tekst – een letterlijke en een geestelijke – koos hij voor een drievoudige lezing, namelijk op het lichamelijke, psychische en geestelijke niveau. Door het gebruik van deze methode omzeilde Origenes al die problemen, tegenstrijdigheden, discrepanties en lacunes in de tekst. Bepaalde weergaven die bij een historische lezing tegenstrijdig zouden zijn konden op deze manier bijvoorbeeld psychisch worden beoordeeld. Een verschil tussen Origenes en niet-christelijke allegoristen is dat Origenes bewust binnen de context van de christelijke traditie en orthodoxe traditie bleef. Origenes had veel invloed op de kerk uit zijn tijd. Zijn werk werd onder andere voortgezet door Didymus de Blinde. Veel van zijn methodes bleven lange tijd gangbaar binnen het christendom.